# Dražin Vrt
Dražin Vrt este un sat din comuna Kotor, Muntenegru. Conform datelor de la recensământul din 2003, localitatea are 59 de locuitori (la recensământul din 1991 erau 58 de locuitori).

## Demografie
În satul Dražin Vrt locuiesc 49 de persoane adulte, iar vârsta medie a populației este de 39,3 de ani (41,6 la bărbați și 37,8 la femei). În localitate sunt 18 gospodării, iar numărul mediu de membri în gospodărie este de 3,28.
Populația localității este foarte eterogenă.
|  |

| Demografie | Demografie | Demografie |
| An         | Locuitori  | Locuitori  |
| ---------- | ---------- | ---------- |
|            |            |            |
|            |            |            |
|            |            |            |
|            |            |            |
| 1948       | 127        |            |
| 1953       | 117        |            |
| 1961       | 94         |            |
| 1971       | 64         |            |
| 1981       | 21         |            |
| 1991       | 58         | 58         |
| 2003       | 59         | 59         |

| \| Componența etnică conform recensământului din 2003[2] \| Componența etnică conform recensământului din 2003[2] \| Componența etnică conform recensământului din 2003[2] \| Componența etnică conform recensământului din 2003[2] \| Componența etnică conform recensământului din 2003[2] \| \| ----------------------------------------------------- \| ----------------------------------------------------- \| ----------------------------------------------------- \| ----------------------------------------------------- \| ----------------------------------------------------- \| \| \| \| \| \| \| \| Muntenegreni \| Muntenegreni \| \| 35 \| 59,32% \| \| Sârbi \| Sârbi \| \| 23 \| 38,98% \| \| Macedoneni \| Macedoneni \| \| 1 \| 1,69% \| \| necunoscută \| necunoscută \| \| 0 \| 0% \| |              |  |    |        |
| Componența etnică conform recensământului din 2003 |              |  |    |        |
| |              |  |    |        |
| Muntenegreni | Muntenegreni |  | 35 | 59,32% |
| Sârbi | Sârbi        |  | 23 | 38,98% |
| Macedoneni | Macedoneni   |  | 1  | 1,69%  |
| necunoscută | necunoscută  |  | 0  | 0%     |